# Felsőörs
Felsőörs è un comune dell'Ungheria di 1.249 abitanti (dati 2001). È situato nella contea di Veszprém.